# Andrea Vera
Andrea Carolina Vera Coral  (Quito, 10 de abril de 1993) es una futbolista ecuatoriana que juega como arquera en el club Deportivo Cali Femenino de La Liga Profesional Femenina de Fútbol de Colombia y en la selección nacional femenina de Ecuador .

## Biografía
Vera nació y se crio en Quito. En 2015 se mudó a los Estados Unidos. Allí, asistió al Hutchinson Community College en Hutchinson, Kansas ya la Universidad de Río Grande en Río Grande, Ohio .

## Carrera profesional
Vera ha jugado para la Universidad San Francisco de Quito en Ecuador y para el FC Indiana en las ligas estadounidenses United Women's Soccer y Women's Premier Soccer League Elite. En julio del 2020, fue fichada por el club español UD Collerense para competir en la Segunda División Pro. Para el año 2025 ficha por el Deportivo Cali Femenino de la Liga Profesional Femenina de Fútbol de Colombia

## Carrera internacional
Vera formó parte de la escuadra ecuatoriana para la Copa Mundial Femenina de la FIFA 2015 y los Juegos Panamericanos 2015 .